# Йон Циряк
Йон Циряк (на румънски: Ion Țiriac [iˈon t͡siriˈak] е румънски тенисист и играч на хокей на лед, известен като „Брашовския булдозер“. Той е бил президент на Румънската федерация по тенис.

## Биография
Йон Циряк е роден на 19 юли 1946 г. в Брашов, Румъния. Първият спорт, който практикува като дете, е тенис на маса.
Циряк е женен за хандбалистката Ерика Брад, между 1963 и 1965 г. Той има син Йон Циряк младши, от модния модел Микет фон Исенберг; и други две деца, Карим Михай и Йоана Наталия, от египетска журналистка Софи Аяд.

## Кариера
Йон Циряк е бивш тенисист от топ 10 на сингъл в ATP Тур, активен е от 1958 до 1979 г. и печели 34 титли на сингъл в кариерата си.
Циряк е носител на една титла от Големия шлем, на двойки мъже на Откритото първенство на Франция през 1970 г. През 1975 г. Циряк става първия мъж, който играе срещу жена и я побеждава в санкциониран турнир по тенис, срещу Абигейл Мейнард. 
Йон Циряк играе три финала за Купа Дейвис, през 1969, 1971 и 1972 г.
Връхната точка в кариерата му в хокея на лед е участието като защитник в румънския национален отбор на Зимните олимпийски игри през 1964 г.
След прекратяване на кариерата си като играч, Циряк става треньор по тенис, съветник и агент на играчи през 1980-те години, Илие Настасе, Мануел Орантес, Адриано Паната, Гилермо Вилас, Анри Льоконт и младия Борис Бекер. По-късно Циряк разработва тенис турнира Мадрид Оупън, той притежава правата на турнира от 2009 до 2021 г. През 2013 г. той е избран за сътрудник в Международната зала на славата на тениса.

## Кариерна статистика

### Титли на двойки в турнири от Големия шлем (1)
| година | турнир      | партньор     | съперници              | резултат            |
| ------ | ----------- | ------------ | ---------------------- | ------------------- |
| 1970   | Ролан Гарос | Илие Настасе | Артър Аш Чарли Пасарел | 3 – 6, 3 – 6, 0 – 6 |

### Загубени финали на двойки в турнири от Големия шлем (1)
| година | турнир      | партньор     | съперници                   | резултат            |
| ------ | ----------- | ------------ | --------------------------- | ------------------- |
| 1966   | Ролан Гарос | Илие Настасе | Денис Ралстън Кларк Гребнър | 6 – 2, 6 – 4, 6 – 3 |